# Andreas Kuno Richter

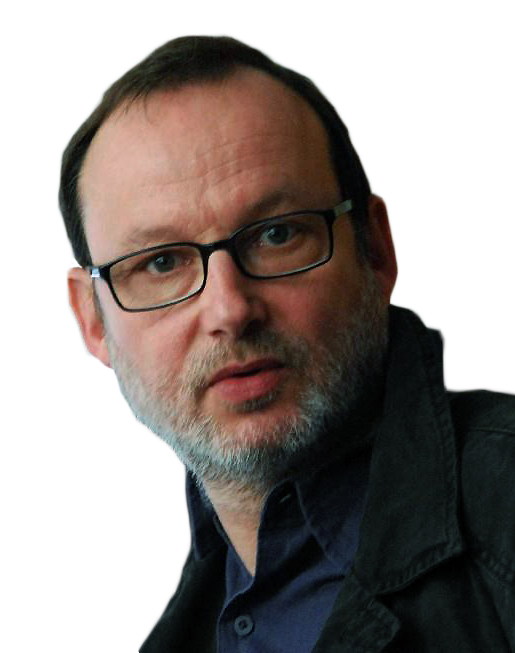
Andreas Kuno Richter. 2011

Andreas Kuno Richter (* 1959) ist ein deutscher Journalist, Autor und Regisseur.

## Leben
Aufgewachsen in der DDR, entschied sich Richter nach Beendigung seiner Schulzeit für eine Berufsausbildung zum Vollmatrosen der Hochseefischerei. Danach schloss er ein Journalistikstudium an der Hochschule in Leipzig ab. Zehn Jahre arbeitete er beim Rundfunk als Redakteur, Moderator, Reporter und Autor.
Während seiner Tätigkeit als Journalist im DDR-Fernsehen gehört er keiner Partei an. Nach der Wiedervereinigung studierte Richter mittels Stipendium an der Hamburger Henri-Nannen-Journalistenschule. Zeitgleich realisierte er als Autor in der Redaktion der Ostberliner Jugendfernsehsendung ELF99 überwiegend politische Realsatiren und Dokumentationen. In dieser Phase entstand auch der Kontakt zu Roland Garve, einem deutschen Zahnarzt, Ethnomediziner, Weltreisenden und Dokumentaristen. Richter begleitete Garve ab 1994 filmisch auf seinen Reisen in die tropischen Regenwaldregionen der Erde. Es entstanden mehrere Naturdokumentationen.
Von 1992 bis 2002 war Richter Mitgesellschafter von Noahfilm, danach zwei Jahre Mitgesellschafter von Armadafilm. Seit 2004 ist er als Autor und Regisseur freischaffend tätigt. 

## Ehrungen und Auszeichnungen
- 2011  Bayerischen Fernsehpreis für die Dokumentation Der Verrat.[1]
- 2016 Nominierung für den Deutschen Fernsehpreis in der Kategorie Beste Dokumentation / Reportage Sie mussten die Hölle sehen. Auf der Flucht vor Boko Haram.
- 2019 Journalistenpreis „Pro Ehrenamt – Hermann Wilhelm Thywissen-Preis“ für den Dokumentarfilm Herzbrücke. Kinderretter zwischen Hamburg und Kabul

## Filmografie
- 1990: Das war’s Brüder u. Schwestern. East-Side-Story.
- 1990: Mir nach, Journalien. Das DDR-Fernsehen.
- 1991: Vom alten Witz. Der politische Witz in der DDR.
- 1991: Trabi Deutscher. Ein Volksauto namens Trabant.
- 1993: Mein Grün hat tausend Namen. Yanomami-Indianer.
- 1993: Dokumentarist und Abenteurer. Frank Otto Sperlich
- 1993: Die Schatzsucher von Rüdersdorf.
- 1996: Sein Wigwam stand in Babelsberg. Gojko Mitic.
- 1999: Ein Jahr Sibirien. Deutsche Crashkids. [Teil 2]
- 2001: Feuertaufe. Frauen in der Bundeswehr.
- 2002: Ein Kessel Geschichten. 50 Jahre DDR-TV.
- 2002: Ein Streifzug durch das DDR-Fernsehen
- 2002: Sportskanonen. DDR-Sportgeschichte.
- 2003: Mahlzeit DDR - Kosta, Rondo & Kaffee-Mix
- 2003: Kost the Ost. DDR-Geschmackssachen
- 2003: Mobiler Osten. DDR-Mobilität
- 2003: Sportskanonen. DDR-Sportgeschichte
- 2003: Banane. Kohl und Zitrusfrucht.
- 2003: Broiler. Ketwurst und Grilletta.
- 2003: Tierische Karrieren. Filmpark Babelsberg.
- 2004: Kika liegt in Afrika. Baka-Pygmäen in Kamerun
- 2005: Tod im Stasiknast. Warum starb Mathias Domaschk?
- 2006: Im Reich der Zwergmenschen. Die Kimyal in Papua.
- 2006: Die Nationale Front. Neonazis in der DDR.
- 2007: Die Traktorenbauer von Schönebeck.
- 2007: Prost Mahlzeit DDR! Kali, Pfeffi, blauer Würger.
- 2007: Deutscher Zahnarzt im Dschungel. Pentecost [II]
- 2007: Deutscher Zahnarzt im Dschungel. Bei den Zoé. [I]
- 2008: Deutscher Zahnarzt im Dschungel. Im Xingú. [III]
- 2008: Djangos Lied. Eine Sinti-Jugend in Deutschland.
- 2008: Duell am Amazonas. Die Kalapalo-Indianer.
- 2009: Leben wie im Paradies. Konsum Nach Fahrplan.
- 2009: Gesichter Jenas. 50 Zeitzeugen zur Friedlichen Revolution.
- 2010: Der Verrat - Wie die Stasi Kinder und Jugendliche als Spitzel missbrauchte.
- 2011: Kurzer Prozess - Eine Seefahrt in den Stasiknast
- 2011: Die Vergessenen - Tod, wo andere Urlaub machen.
- 2012: Der verlorene Sohn: Uwe Böhnhardt - Der Weg in den Untergrund
- 2013: Gottes Kinder. Unter Amazonas-Indianer
- 2015: Sie mussten die Hölle sehen. Auf der Flucht von Boko Haram.
- 2016: Am Limit. Zeugen der Katastrophe im Mittelmeer.
- 2017: Herzbrücke. Kinderretter zwischen Hamburg und Kabul.
- 2018: Justice. Die Mühlender Justiz.
- 2019: Justice. Der Frauenmörder. Keine Gnade für Fritz Honka?
- 2020: Ich will dir nah sein. Miteinander durch die Krise.
- 2021: Versöhnung. Das schwarze Kreuz.
- 2022: Drei Engel für die Truppe. Militärseelsorge im Einsatz.